# Stava, Österåkers kommun
Denna artikel behandlar orten Stava. För stavning, se detta uppslagsord.
Stava är en tätort i Österåkers kommun.

## Etymologi
Ordet Stava kan tyda på att här hade stavar satts upp för att visa på att här gick en gräns. Här finns även Stava Backe som är känd för sina många trafikolyckor.

## Historia
Stava Gård omnämns i skrifter redan från 1200-talet. Under 1500-talet ägdes gården av Clas Eriksson Fleming som blev amiral.

### Befolkningsutveckling
| Befolkningsutvecklingen i Stava 1990–2020 | Befolkningsutvecklingen i Stava 1990–2020 | Befolkningsutvecklingen i Stava 1990–2020 | Befolkningsutvecklingen i Stava 1990–2020 | Befolkningsutvecklingen i Stava 1990–2020 |
| ----------------------------------------- | ----------------------------------------- | ----------------------------------------- | ----------------------------------------- | ----------------------------------------- |
|                                           |                                           |                                           |                                           |                                           |
| År                                        |                                           |                                           | Folkmängd                                 | Areal (ha)                                |
| 1990                                      | 1990                                      |                                           | 124                                       | 53#                                       |
| 1995                                      | 1995                                      |                                           | 188                                       | 89#                                       |
| 2000                                      | 2000                                      |                                           | 236                                       |                                           |
| 2005                                      | 2005                                      |                                           | 264                                       |                                           |
| 2010                                      | 2010                                      |                                           | 305                                       | 90                                        |
| 2015                                      | 2015                                      |                                           | 347                                       | 111                                       |
| 2020                                      | 2020                                      |                                           | 377                                       | 111                                       |
| Anm.: Ny tätort 2000. # Som småort.       |                                           |                                           |                                           |                                           |

### Fotnoter
1. 1 2  Statistiska tätorter 2023, befolkning, landareal, befolkningstäthet per tätort, SCB, 28 november 2024, läs online.[källa från Wikidata]
2. ↑  Befolkning i tätorter 1960-2010, SCB, läs online, läst: 25 september 2013.[källa från Wikidata]
3. ↑  Småorter 1990 : Befolkningskoncentrationer i glesbygd, SCB, 11 april 1995, s. 16, läs online.[källa från Wikidata]
4. 1 2  Kodnyckel för SCB:s statistiska tätorter och småorter - Koppling mellan gammalt och nytt kodsystem, SCB, 11 november 2021, läs online.[källa från Wikidata]
5. ↑  ”Landareal per tätort, folkmängd och invånare per kvadratkilometer. Vart femte år 1960 - 2016”. Statistiska centralbyrån. Arkiverad från originalet den 13 juni 2017. https://web.archive.org/web/20170613011648/http://www.statistikdatabasen.scb.se/pxweb/sv/ssd/START__MI__MI0810__MI0810A/LandarealTatort/?rxid=ff9309f9-7ecb-480f-a73c-08d86b3e56f8. Läst 18 maj 2017.